# Kloster San Anton de Castrojeriz
Der Convento de San Anton ist ein ehemaliges Kloster des Antoniter-Ordens bei Castrojeriz. Der Antoniterorden hatte es sich zur Aufgabe gemacht, am Antoniusfeuer Erkrankte zu heilen.
Die Gründung erfolgte unter der Schirmherrschaft von Alfons VII. im Jahre 1146 und geht auf französische Mönche zurück. Die heute verlassenen Gebäude wurden im 14. Jahrhundert erbaut. Im Jahr 1791 wurde das Kloster endgültig aufgelöst. Zum Zeitpunkt seines Niedergangs lebten dort zwölf Ordensmitglieder sowie der Generalpräzeptor. Nach der Auflösung ging die Einrichtung in den Besitz des Stifts Unserer Lieben Frau von Manzano über.
Noch zu sehen sind die Mauern der Kirche und der früher überdachte doppelte Spitzbogen, durch den heute wie früher der Jakobsweg und die Straße nach Castrojeriz führt.
Aus der Bauzeit resultiert der an den baulichen Resten gut erkennbare gotische Stil. Beispiele dafür sind das spitzbogige, trompetenförmige ehemalige Kirchenportal mit sechs Archivolten, deren Figuren teilweise sehr stark verwittert sind. Gegenüber dem Portal befinden sich zwei Nischen, in denen die Mönche Verpflegung für zu spät kommende oder eilige Pilger bereitstellten.
Beachtung verdienen auch die erhaltenen Kirchenfenster, deren Maßwerk den griechischen Buchstaben Tau zeigt – Ordenssymbol der Antoniter.
Die Gebäude befinden sich in Privatbesitz und waren lange Zeit der Öffentlichkeit verschlossen. Etwa seit Beginn des neuen Jahrtausends gibt es dort Sommers wieder eine einfache Pilgerherberge, die sich in einem fortschreitenden Verbesserungsprozess befindet, der teilweise den Herbergsbetrieb ausschließt.

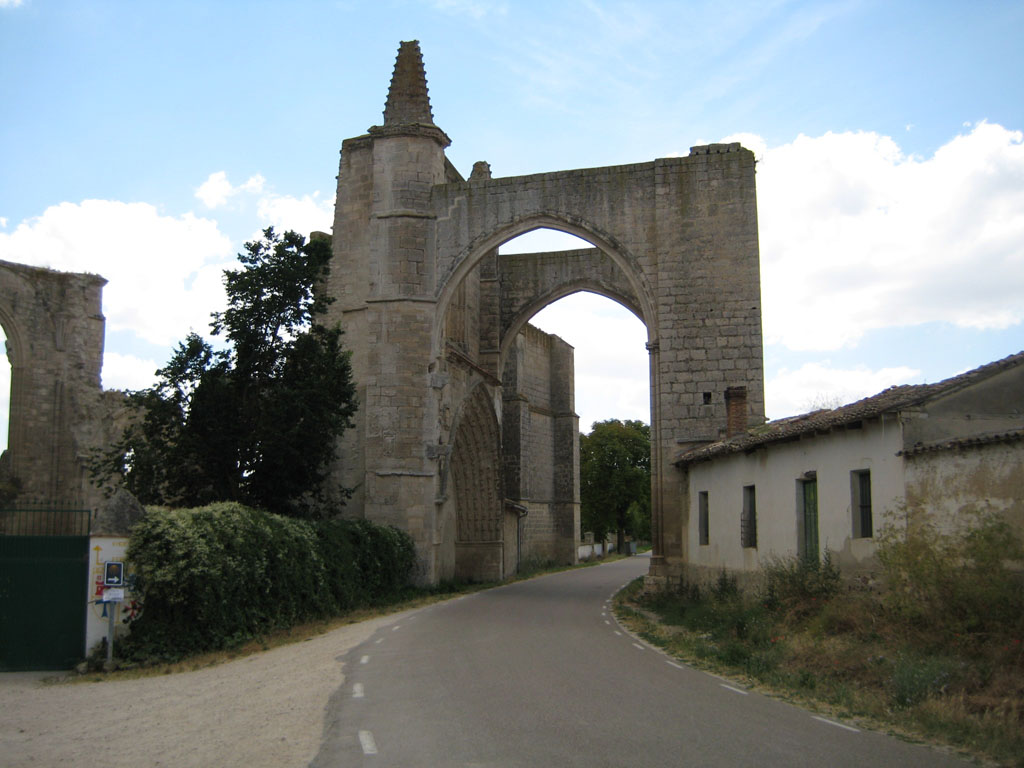
Klosterruine S. Anton
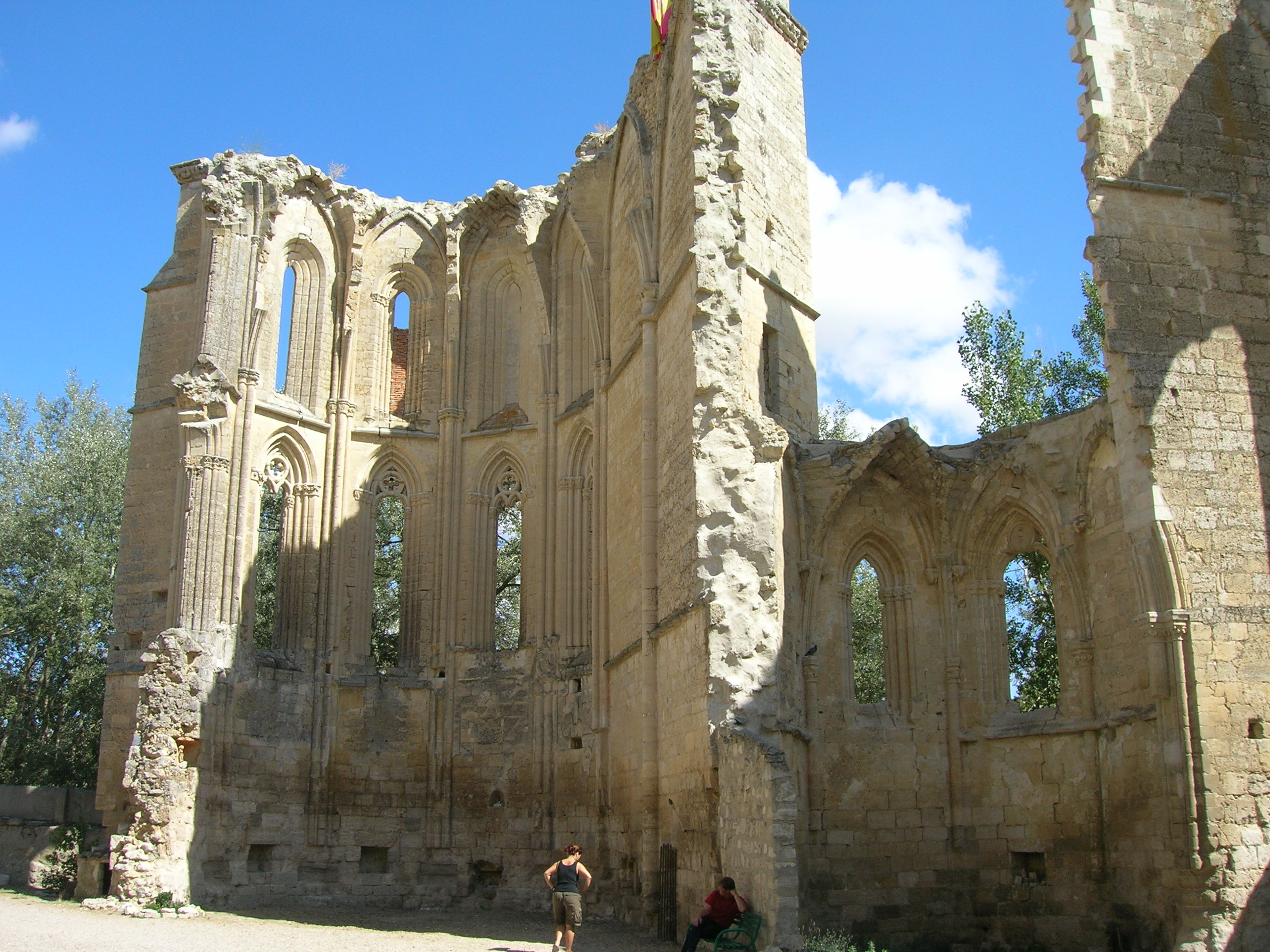
In der ehemaligen Klosterkirche
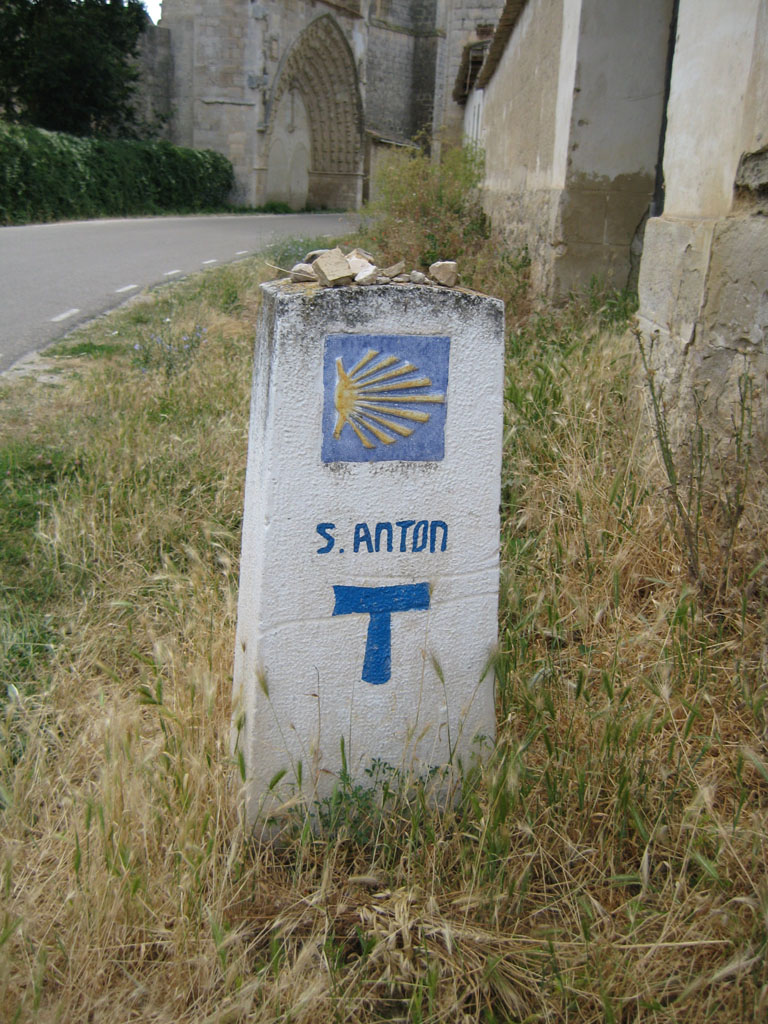
Hinweisstein S. Anton